# Луций Валерий Флак (консул 100 пр.н.е.)
Вижте пояснителната страница за други личности с името Луций Валерий Флак.
Луций Валерий Флак (на латински: Lucius Valerius Flaccus; † между 73 пр.н.е. и 69 пр.н.е.) е политик на Римската република от началото на 1 век пр.н.е.
Вероятно е син на Луций Валерий Флак (консул 131 пр.н.е.).
Флак е претор през 103 пр.н.е. През 100 пр.н.е. e избран за консул заедно с Гай Марий. През 97 пр.н.е. е цензор заедно с Марк Антоний Оратор и се стреми да увеличи италийските жители с римско гражданство. Той става princeps senatus през 86 пр.н.е. и влиза в партията на Сула. През 82 пр.н.е. изпълнява длъжността на интеррекс и осигурява избора на Сула за диктатор. За тази заслуга е награден с поста magister equitum, а след това не е споменаван в историческите извори. През 69 пр.н.е. за негов приемник като Flamen Martialis e въведен Луций Корнелий Лентул Нигер, така че изглежда най-късно през тази година е умрял.